# Nedre Schlesien
För den nuvarande administrativa provinsen i Polen, se Nedre Schlesiens vojvodskap. För andra betydelser, se Nedre Schlesien (olika betydelser).

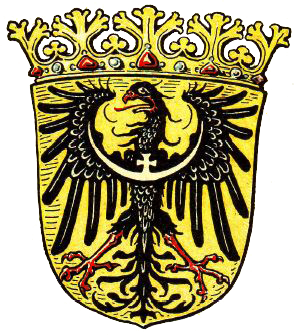
Provinsen Niederschlesiens vapen under Weimarrepubliken.

Nedre Schlesien (tyska Niederschlesien, polska Dolny Śląsk) är ett historiskt landskap som utgör den nordvästra delen av Schlesien. Historiska huvudstaden var Breslau (nuvarande Wrocław i Polen) som år 1945 (efter andra världskriget) tillföll Polen. Övriga större städer var Waldenburg, Liegnitz, (polska Legnica) och Hirschberg. 
År 990 kom Nedre Schlesien under det polska huset Piasts styre. Under 1100-talet bildades hertigdömet Schlesien, med Wrocław som huvudstad. Hertigdömet kom flera gånger att successivt arvsdelas mellan olika grenar av huset Piast. De schlesiska piasterna blev med tiden oberoende av den splittrade polska centralmakten under senioratet, samtidigt som tyska bosättare slog sig ner i området. Större delen av Nedre Schlesien kom under 1300-talet att bli ett län under kungariket Böhmen och Tysk-romerska riket, vilket bekräftades genom ett fredsfördrag 1335 då kung Kasimir III av Polen avsade sig sina rättigheter som länsherre till förmån för kung Johan den blinde av Böhmen. Efter 1526 kom Schlesien tillsammans med Böhmen att utgöra en del av Habsburgmonarkins kronländer. Preussen erövrade området under Österrikiska tronföljdskriget 1742 och det ingick i provinsen Schlesien i Preussen från 1815 till 1919, från 1871 även som del av Tyska kejsardömet.
Efter provinsen Schlesiens delning 1919 skapades provinsen Niederschlesien, som varade fram till 1945 då den nya provisoriska gränsen efter andra världskriget drogs vid Oder-Neisselinjen enligt Potsdamöverenskommelsen. I samband med det polska maktövertagandet genomfördes en etnisk rensning på tyskar, och området återbefolkades därefter av bosättare från centrala Polen och flyktingar från områden öster om Curzonlinjen. Den nya gränsen erkändes 1970 av Förbundsrepubliken Tyskland genom Warszawafördraget. Den tidigare provinsens territorium ligger idag huvudsakligen i Nedre Schlesiens vojvodskap i Polen; mindre delar hör även till Lubusz vojvodskap och Opole vojvodskap i Polen, samt till förbundsländerna Sachsen och Brandenburg i Tyskland.